# Gare de Saint-Geours-de-Maremne
La gare de Saint-Geours-de-Maremne est une gare ferroviaire française située sur la commune de Saint-Geours-de-Maremne (département des Landes), sur la ligne Bordeaux - Irun. 
Elle se situe entre les gares ouvertes de Saint-Vincent-de-Tyrosse et de Saubusse-les-Bains

## Histoire
En 2019, la gare avait une fréquentation de 5 511 voyageurs.

## La gare
La gare est desservie par les trains TER Nouvelle-Aquitaine.

## Galerie

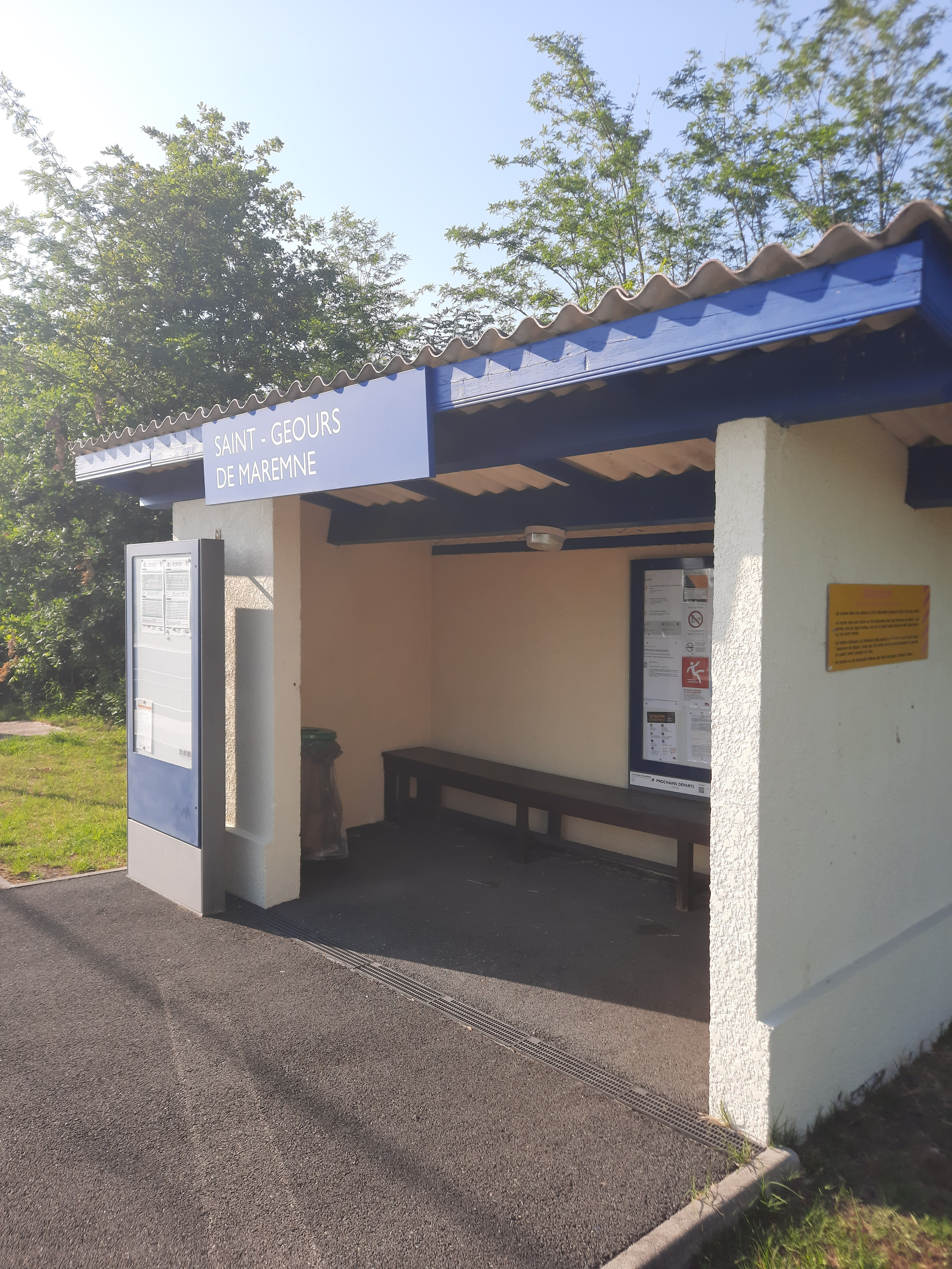
Vue de l'abri situé voie 2.
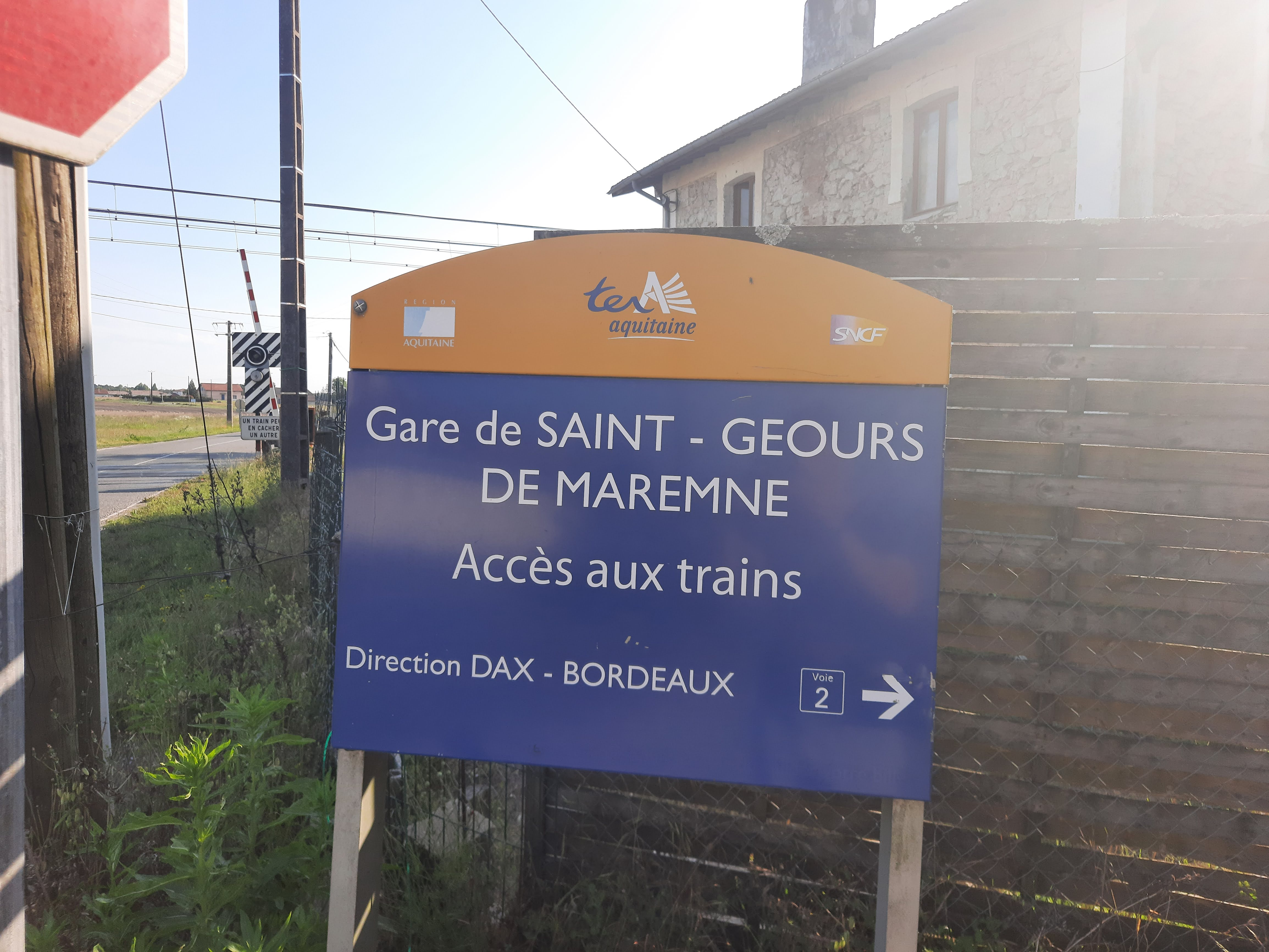
Panneau d'information.
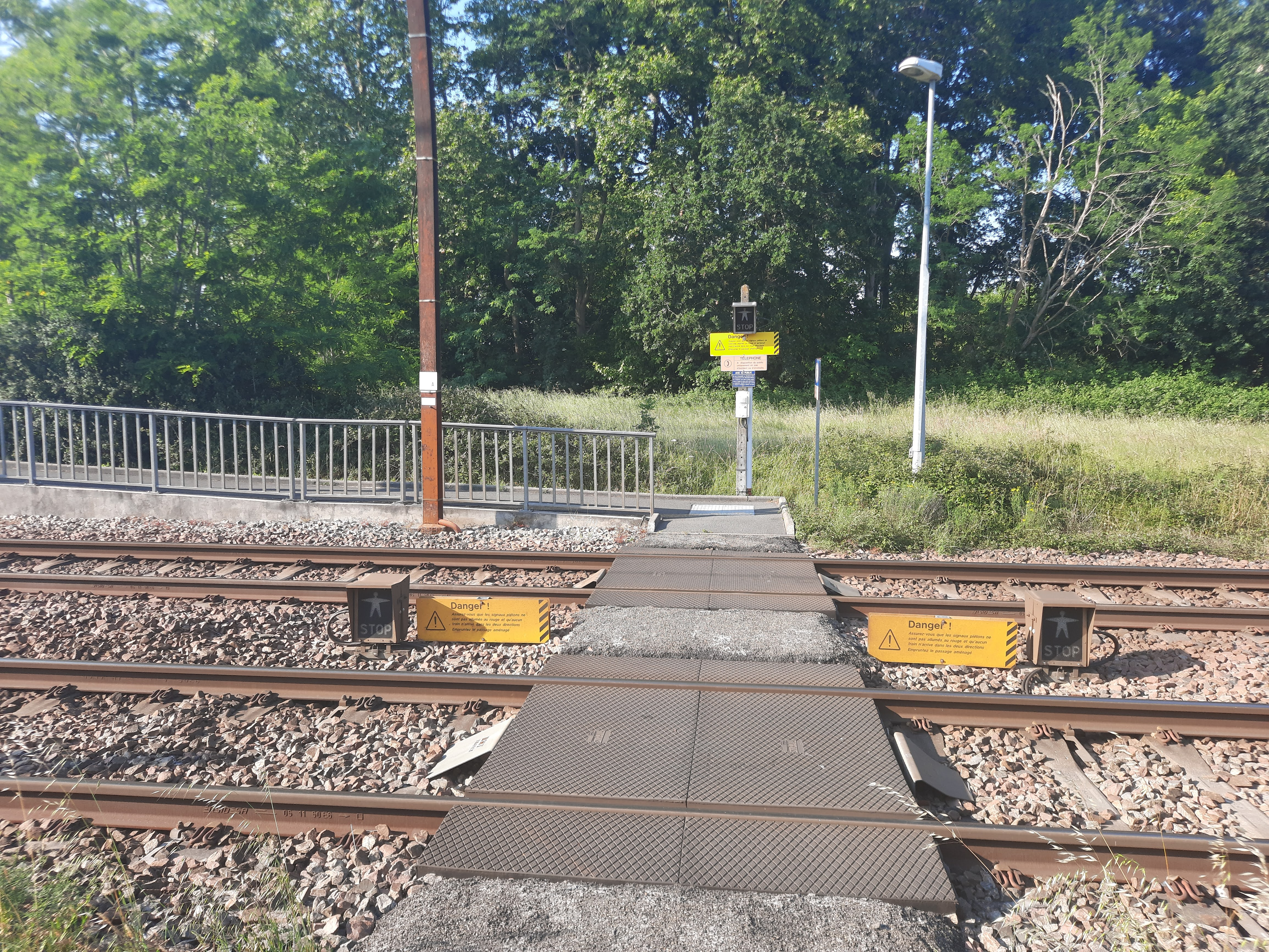
Passage aménagé pour franchir les voies.